# ウィリアム・トレンチ (初代クランカーティ伯爵)
初代クランカーティ伯爵ウィリアム・パワー・キーティング・トレンチ（英語: William Power Keating Trench, 1st Earl of Clancarty、1741年 – 1805年4月27日）は、アイルランド王国出身の政治家、貴族。

## 生涯
リチャード・トレンチとフランシス・パワー（Frances Power、デイヴィッド・パワーの娘）の息子として、1741年に生まれた。
1768年から1797年までゴールウェイ県選挙区の代表としてアイルランド庶民院議員を務め、1797年11月25日にアイルランド貴族であるゴールウェイ県におけるガーバリーのキルコンネル男爵に叙された。
1777年、キルケニー県長官を務めた。
1801年1月3日にアイルランド貴族であるゴールウェイ県およびロスコモン県におけるダンローおよびバリナスローのダンロー子爵に、1803年2月11日に同じくアイルランド貴族であるコーク県におけるクランカーティ伯爵に叙された。
1805年4月27日にアイルランドにて没、息子リチャードが爵位を継承した。

## 家族
1762年10月30日、アン・ガーディナー（Anne Gardiner、1746年5月13日 – 1829年7月8日、チャールズ・ガーディナーの娘）と結婚、10男6女をもうけた。
- フランシス（Francis） - 夭折
- フロリンダ（Florinda、1766年8月3日 – 1851年2月9日） - 1782年3月20日、初代カスルメイン子爵ウィリアム・ハンドコック（英語版）と結婚
- アン（1766年 – 1833年11月21日） - 1789年10月11日、ウィリアム・グレゴリー（William Gregory、1839年10月31日没）と結婚[4]
- リチャード（英語版）（1767年 – 1837年） - 第2代クランカーティ伯爵
- チャールズ - 夭折
- パワー（英語版）（1770年6月10日 – 1839年3月26日） - 聖職者。1795年1月29日、アン・テイラー（Anne Taylor、1844年8月15日没、ウォルター・テイラーの娘）と結婚、子供あり[4]
- ウィリアム（英語版）（1771年7月 – 1846年） - 海軍軍人。1800年、サラ・カッページ（Sarah Cuppage、ジョン・ロフタス・カッページの娘）と結婚、子供あり。1837年2月1日、マーガレット・ダウニング（Margaret Downing、1885年3月4日没、ドーソン・ダウニングの娘）と再婚、子供あり
- チャールズ（英語版）（1772年12月 – 1839年10月31日） - 聖職者。1806年、フランシス・エルウッド（Frances Elwood、トマス・エルウッドの娘）と結婚、子供あり
- トマス（1774年 – 1795年7月16日[4]）
- ルーク・ヘンリー（1775年11月 – 1799年[4]）
- フレデリック（1778年11月 – 1800年6月16日[4]）
- ルイーザ（1785年没[4]）
- ロバート（1782年7月[4] – 1823年3月14日） - 1805年11月21日、レティシア・スザンナ・ディロン（Letitia Susanna Dillon、1865年3月25日没、ロバート・ディロンの娘）と結婚、子供あり
- エリザベス（1784年6月[4] – 1877年5月30日） - 1805年4月15日、ジョン・マックリントック（英語版）（1770年 – 1855年、ジョン・マックリントックの息子）と結婚、子供あり
- ハリエット（1785年9月 – 1855年11月17日） - 1805年1月、第12代準男爵サー・ダニエル・オズボーンと結婚、子供あり
- フランシス（Frances、1787年10月 – 1843年11月22日） - 1806年7月28日、初代ラスダウン伯爵ヘンリー・マンクと結婚、子供あり
- ルイーザ（1789年3月[4] – ?）
- エミリー（1796年9月 – 1816年4月3日） - 1810年4月17日、ロバート・ラトゥッシュ（Robert Latouche、1844年没）と結婚[4]